# Waitanguru Falls
Die Waitanguru Falls sind ein Wasserfall auf der Nordinsel Neuseelands. Er liegt im Lauf des Waitanguru Stream im Gebiet der Ortschaft Mangaotaki in der Region Waikato. Seine Fallhöhe beträgt etwa 15 Meter.
Vom New Zealand State Highway 3 zweigt in Piopio die Mangaotaki Road ab, die nach 21 km zu einem Besucherparkplatz führt. Von diesem leitet der Waitanguru Falls Walk in einem 15 minütigem Retourwanderweg zum Wasserfall.